# Fatal Frame: Mask of the Lunar Eclipse
Fatal Frame: Mask of the Lunar Eclipse (яп. 零〜月蝕の仮面〜 Дзэро — Цукихами-но Камэн —, буквально «Зеро: Маска лунного затмения») — компьютерная игра в жанре survival horror, вышедшая на приставке Wii в 2008 году, а также на всех актуальных платформах 9 марта 2023 года. Игра является четвёртой в серии игр Fatal Frame. Официально оригинальная версия игры была выпущена только на территории Японии и не переводилась на английский язык в 2008 году.

## Сюжет
За 10 лет до начала событий игры, в 1970 году, подозреваемый в серии убийств Ё Хаибара (яп. 灰原 耀 Хаибара Ё:) похитил пять девочек из их комнат в санатории, находящемся на острове Рогэцу, который расположен южнее Хонсю. Однако вскоре девочки были спасены полицейским Тёсиро Кирисимой (яп. 霧島 長四郎 Кирисима Тё:сиро:).
Спустя 10 лет двое из спасённых, Мариэ Синомия (яп. 篠宮 鞠絵 Синомия Мариэ) и Томоэ Нанамура (яп. 七村 知恵 Нанамура Томоэ), погибают при загадочных обстоятельствах. Трое оставшихся девочек — Рука Минадзуки (яп. 水無月 流歌 Минадзуки Рука), Мисаки Асо (яп. 麻生 海咲 Асо: Мисаки) и Мадока Цукимори (яп. 月森 円香 Цукимори Мадока) — возвращаются на тот самый остров, чтобы узнать больше о своём похищении. За ними следует Кирисима, который к этому времени уже стал частным детективом.
Вскоре после прибытия на остров погибает Мадока. Девушки и детектив независимо друг от друга исследуют лечебницу и прилегающие территории. Выясняется, что 8 лет назад всё население острова погибло при невыясненных обстоятельствах. Рука и Мисаки, как и прочие похищенные девушки, имеют предрасположенность к страшной болезни — «лунному синдрому», который постепенно стирает память и личность больного. Оказывается, что Мисаки специально прибыла на остров в поисках окончательного излечения. Кирисима, гоняющийся по всему острову за Хаибарой, в какой-то момент понимает, что на самом деле Хаибара убил его много лет назад и теперь он сам является духом.
Рука выясняет, что её отец, бывший мастер по производству ритуальных масок, был одержим идеей проведения ритуального танца, который излечил бы всех больных лунным синдромом. Помимо масок для ритуала была нужна танцовщица, чью роль выполняла Сакуя (яп. 朔夜), сестра Хаибары, и пять девочек-помощниц. Ритуал прошёл не по плану, и Сакуя впала в кому после того, как разбилась её маска. Через два года она пришла в себя и начала бродить по острову. Каждый, кто видел её лицо, умирал.
Чтобы упокоить души Сакуи, от которой игроку всю игру приходится убегать, так как победить её невозможно, и других призраков острова, необходимо завершить ритуал. Для этого Рука собирает кусочки маски и отправляется на вершину маяка. Там она наконец побеждает Сакую и, играя на пианино специальную ритуальную мелодию, помогает обрести покой всем душам погибших на острове, включая помогавшего ей детектива и её отца.
На лёгких уровнях сложности в финальном ролике не демонстрируется судьба Мисаки. На высоких показывается, что она была излечена и осталась в живых.

## Игровой процесс
Структурно игра выдержана в духе предыдущих игр серии. Три главных героя (четыре с учётом эпизодического персонажа — героя пролога) на протяжении 13 глав изучают просторную лечебницу и прилегающие территории, ищут предметы и сражаются с призраками. Девушки в битвах используют камеры-обскуры, которые для нанесения большего урона врагам требуют применения фотоплёнки (плёнка по умолчанию бесконечна, однако малоэффективна). Детектив же использует специальный фонарь, что отличает игру от других выпусков серии: фонарь не требует расходных материалов, однако его нужно перезаряжать, выходя из боевого режима, кроме того, у него выше зона поражений. Для фонаря, как и для камер, можно найти несколько линз, одна из которых даже позволяет использовать фонарь в качестве фотоаппарата. За победы над врагами и съёмку мирных призраков герои получают очки. В этой игре их можно использовать для покупки лекарств и расходных материалов на точках сохранения (чем ниже уровень сложности, тем выше ассортимент), и для приобретения разблокируемых бонусов (костюмы, аксессуары и т.п.). Изредка необходимо решать разнообразные головоломки: основанные на математике, QTE с пианино, «пятнашки» и т.п. Ещё одна особенность игры, появившаяся в четвёртой части и затем появлявшаяся в ремейке второй и в пятой, — предметы берутся очень медленно, потому что при подборе некоторых из них существует вероятность появления призрачной руки, которая схватит героя и уничтожит подбираемый им предмет. Чтобы этого избежать, нужно вовремя отдёрнуть руку.
Оригинальная версия для Wii вовсю использовала особенности контроллеров этой приставки, из-за чего целиться в призраков от первого лица было довольно трудно. Для упрощения схваток появилась функция захвата цели, которая, впрочем, действует не всегда корректно. Кроме того, попадать по клавишам пианино было так же затруднительно, ведь это надо было делать быстро, используя моушн-управление. В финальной битве после трёх провалов QTE с пианино приходилось снова сражаться с финальным боссом.
В ремастере 2023 года управление адаптировано под классические геймпады. Перемещение и битвы стали проще, прицеливание стало легче (кнопка захвата цели осталась), а в QTE нужно просто вовремя нажимать на указанные на экране кнопки.

## Выпуск игры
Fatal Frame: Mask of the Lunar Eclipse была выпущена в Японии 31 июля 2008 года.
Вскоре в журнале Official Nintendo Magazine была опубликована информация о том, что Fatal Frame: Mask of the Lunar Eclipse будет выпущена в Европе в феврале 2009 года. Но впоследствии Nintendo опровергла это заявление, после чего процесс локализации игры для Европы был прекращён.
Также Tecmo заявила, что Nintendo не планируют выпускать игру в Америке.
Игра была перевыпущена на все актуальные платформы 9 марта 2023 года, также она впервые вышла за пределами Японии.

## Отзывы критиков

### Оригинальный релиз
| Иноязычные издания | Иноязычные издания |
| Издание            | Оценка             |
| ------------------ | ------------------ |
| Edge               | 8/10               |
| Eurogamer          | 7/10               |
| Famitsu            | 34/40              |
| Nintendo Life      | 8/10               |

### Ремастер
| Сводный рейтинг       | Сводный рейтинг                                    |
| Агрегатор             | Оценка                                             |
| --------------------- | -------------------------------------------------- |
| Metacritic            | 67/100 (PS5) 64/100 (XSXS) 73/100 (NS) 69/100 (PC) |
| OpenCritic            | 70/100                                             |
| «Критиканство»        | 76/100                                             |
| Иноязычные издания    |                                                    |
| Издание               | Оценка                                             |
| Destructoid           | 7,5/10                                             |
| Hardcore Gamer        | 4/5                                                |
| Nintendo Life         | [ 17 ]                                             |
| Nintendo World Report | 7/10                                               |
| Push Square           | 6/10                                               |
| Русскоязычные издания |                                                    |
| Издание               | Оценка                                             |
| StopGame.ru           | Похвально                                          |

Обновленная версия получила смешанные отзывы, согласно агрегатору рецензий Metacritic.
Зои Хэндли из Destructoid поставила игре оценку 7,5 из 10, описав её как «по-настоящему японский хоррор». Она высоко оценила повествование, однако отметила, что боевая система и управление могут раздражать.